# Olympiakos Chalkidas
El Olympiakos Chalkidas (en griego: Ολυμπιακός Χαλκίδος) es un equipo de fútbol de Grecia que juega en la Segunda Liga de Evia.

## Historia
Fue fundado en el año 1926 en la ciudad de Chalkida luego de la fusión de los equipos locales Aris e Iraklis basados en la idea de los hermanos Adrianopoulos cuando crearon al Olympiakos FC donde atrajeron muchos aficionados. En Chalkida copiaron la idea al punto de que el nombre, uniforme y los colores del club son basados en el club de Pireo.
En 1928 el club comienza su participación en los torneos regionales. En 1960 llega a las semifinales de la Copa de Grecia donde es eliminado por el Olympiakos FC 0-4. En la temporada de 1962/63 gana el título de la Beta Ethniki y por primera vez logra el ascenso a la Alpha Ethniki y ser el primer equipo de la región de Evia en jugar en la máxima categoría, donde descendió en su temporada de debut al terminar en el lugar 15 entre 16 equipos solo superando en la clasificación al Egaleo FC.
El club participó por las siguientes tres temporadas en la Beta Ethniki hasta que en 1967 la dictadura promovió que los equipos de ciudades vecinas se fusionaran, fusionándose con el Evripos y creando al AO Chalkidas, aunque esa fusión terminó al caer la dictadura y desapareció.
Al caer la dictadura el club fue refundado en 1976 en las divisiones regionales sin mucho éxito, logrando jugar en la Gamma Ethniki en dos temporadas en la década de los años 1980.

## Palmarés
- Beta Ethniki: 1

1962/63
- Delta Ethniki: 1

1985/86
- Campeonato de Evia: 1

1982
- Copa de Evia: 9

1979, 1980, 1981, 1984, 1985, 1986, 1990, 1993, 2005, 2015